# International Air Transport Association
La International Air Transport Association (IATA) è un'organizzazione internazionale di compagnie aeree con sede a Montréal, nella provincia del Quebec, Canada. Questa associazione unisce ed integra le varie reti di servizi delle compagnie associate permettendo, ad esempio, di poter controllare i prezzi e le disponibilità dei voli delle compagnie stesse anche da parte dei viaggiatori.
L'unione regola anche il trasporto di materiale pericoloso e pubblica lo IATA Dangerous Goods Regulations manual, fonte di riferimento universalmente accettato dalle compagnie aeree con cui materiali pericolosi vengono spediti.

## Descrizione
La IATA è stata costituita subito dopo la fine della Seconda guerra mondiale a L'Avana, prendendo il posto della precedente International Air Traffic Association. I principali obbiettivi erano quelli di assistere le compagnie aeree a
(IATA)
Alla sua fondazione, nel 1945, la IATA contava su 57 membri di 31 nazioni diverse, principalmente in Europa e in Nord America. L'organizzazione col passare degli anni si è espansa e ha allargato anche le sue prerogative.
Al 2015 conta 264 compagnie aeree di oltre 100 nazioni del mondo che trasportano più dell'83% del traffico aereo internazionale di linea.
Gli obiettivi della IATA sono:
- promuovere trasporti aerei sicuri, regolari ed economici a beneficio dell'umanità, favorire il commercio aereo e studiare i problemi connessi;
- fornire tutti i mezzi necessari per la cooperazione delle compagnie aeree che direttamente o indirettamente servono trasporti aerei internazionali;
- cooperare con l'Organizzazione Internazionale dell'Aviazione Civile (ICAO).

La IATA, così come la ICAO, assegna dei codici distintivi per ogni aeroporto e per le compagnie di gestione degli aeroporti stessi; questi codici sono usati correntemente: sono, ad esempio, quelli che si trovano sulle etichette che vengono applicate ai bagagli al check-in in aeroporto.
Per un migliore calcolo delle tariffe, la IATA ha diviso il mondo in 5 regioni:
- Africa e Medio Oriente, con sede ad Amman
- Europa, con sede a Madrid (l'Unione europea, più altre nazioni tra cui Russia, Turchia, Israele, Ucraina e CIS)
- Cina e Asia del nord, con sede a Pechino (Cina, Hong Kong, Macao, Taiwan, Mongolia e Corea del Nord)
- Asia Pacifico, con sede a Singapore (comprese India, Pakistan, Giappone e Corea del Sud)
- Le Americhe, con sede a Miami

L'organizzazione è stata però accusata di fare cartello, inoltre molte delle compagnie a basso costo non sono membri effettivi. La Direzione generale per la concorrenza della Commissione europea ha aperto un procedimento nei confronti di questa organizzazione.